# Bahnhof Winterthur Töss
Der Bahnhof Winterthur Töss ist ein Winterthurer Bahnhof im Stadtkreis Töss.

## Geschichte

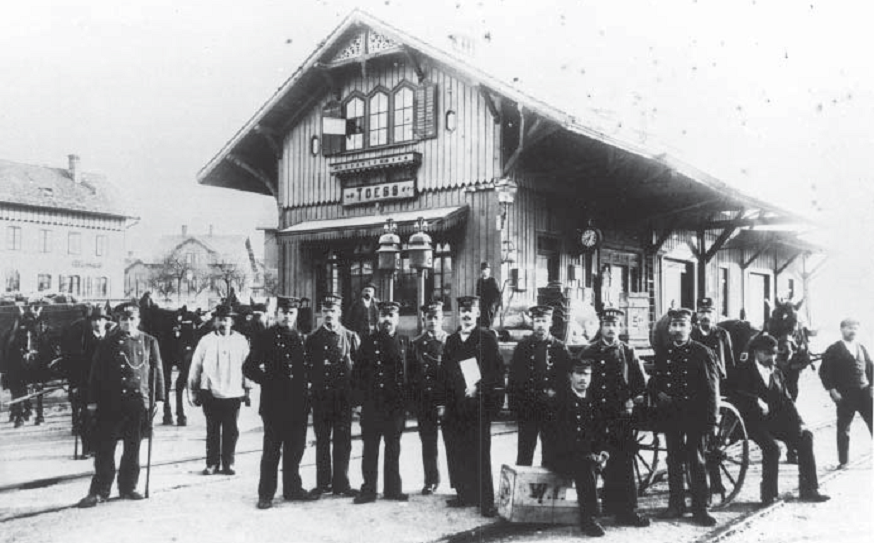
Bahnhof Töss mit Bahnhofsbeamten im Jahr 1880.

Der Bahnhof wurde 1875 von der Schweizerischen Nationalbahn (SNB) im Rahmen einer ursprünglich nach Basel geplanten Strecke erbaut. Das hölzerne Stationsgebäude von 1876 (heute der Güterschuppen) ist ein typischer Bahnhof ab Stange aus dieser Zeit und steht baugleich zum Beispiel auch beim Bahnhof Winterthur Wülflingen an derselben Strecke. Das Ende der Pläne der SNB, die den Bahnhof gebaut haben, kam jedoch bereits zwei Jahre später: Sie ging in Konkurs, und die Konkursmasse wurde von ihrem ehemaligen Konkurrenten NOB unter Wert aufgekauft. Die Steuerzahler der anliegenden Gemeinden, unter anderem Winterthur, mussten die Schulden bis in die Mitte des 20. Jahrhunderts zurückzahlen.
Insbesondere auch für die direkt am Bahnhof liegende Maschinenfabrik Rieter war der Bahnanschluss von Bedeutung, mit dem Gütertransport über die Schiene wuchs die Maschinenfabrik dann auch schnell weiter. 1898 stimmte dann das Volk der Gründung der Schweizerischen Bundesbahnen zu. Diese wurde dann im Laufe des ersten Jahrzehnts des 20. Jahrhunderts aufgebaut und modernisierte dabei vielerorts auch die Infrastruktur, so entstand 1910 auch in Winterthur-Töss das heutige Empfangsgebäude und das Aborthäuschen. Die Bauherrin des Umbaus war die SBB-Kreisdirektion III, die Bauleitung lag bei Karl Strasser (1864–1937). 1924 wurde die Strecke elektrifiziert.
Seit 2005 ist der Bahnhof Töss unbedient. Das Bahnhofsgebäude dient heute der lokalen Bevölkerung als Gemeinschaftszentrum. Der heutige Güterschuppen aus dem Jahr 1875 steht unter überkommunalem Denkmalschutz, während das Aborthäuschen und das heutige Stationsgebäude von 1910 kommunalen Denkmalschutz geniessen.

## Gleisanlage
Der Bahnhof besitzt vier Gleise, wobei nur die vom Bahnhofsgebäude her hintersten zwei noch in Benutzung sind. Die zwei vorderen sind Rangiergleise, die beim Zugang zu den Zügen einfach überschritten werden. Am westlichen Ende des Bahnhofs besitzt Rieter ein Anschlussgleis. Die beiden Bahnsteiggleise sind als Zwischenbahnsteige ausgeführt.

## Zugverkehr
- S 41 Winterthur – Bülach

Der Bahnhof Töss wird an den Wochenenden von einem Zugpaar des «Nightliner» von Thurbo bedient, der bis nach Bülach verkehrt.
- SN Winterthur – Bülach

## Nahverkehr
Es verkehren keine Buslinien bis unmittelbar vor den Bahnhof Töss. Der Bahnhof selbst liegt auch mitten im Quartier und an keiner Hauptstrasse. Die nächste Busstation ist «Zentrum Töss» in einer Entfernung von 350 Meter Laufdistanz. Dort verkehren die Linien 1 (Töss – HB – Oberwinterthur), 5 (Technorama – HB – Dättnau), 11 (HB – Steig) und 660 (HB – Brütten – Nürensdorf – Bassersdorf (– Flughafen Kloten)) von Stadtbus Winterthur.

## Ausbau und Modernisierung
Zusammen mit der Erstellung des Brüttener Tunnels und den Änderungen am Gleisfeld vor dem Winterthurer Bahnhof wird der Bahnhof in Töss umgebaut. Es wird eine neue Personenunterführung gebaut und die Perrons behindertengerecht ausgebaut.

## Bilder

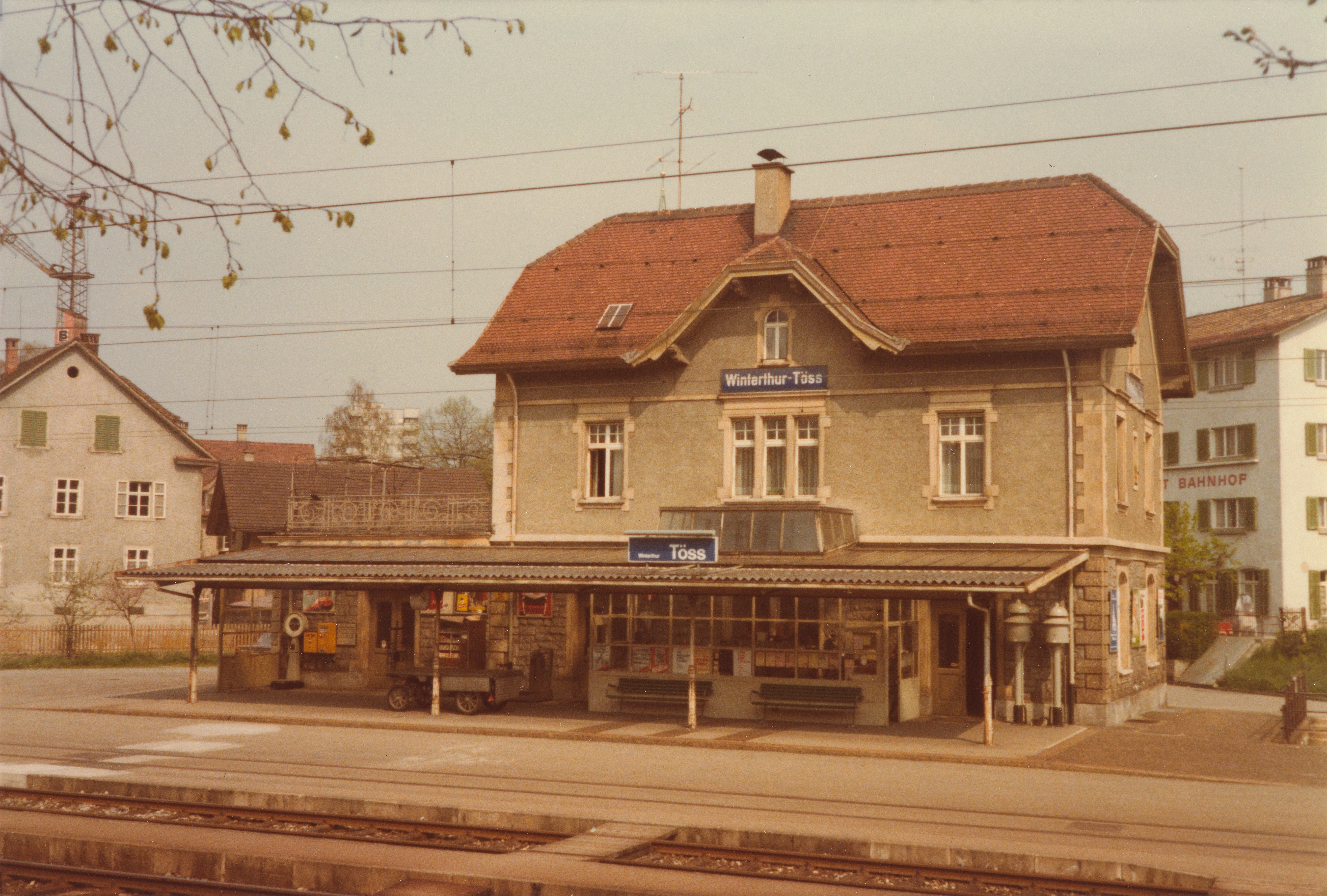
Stationsgebäude (1980)
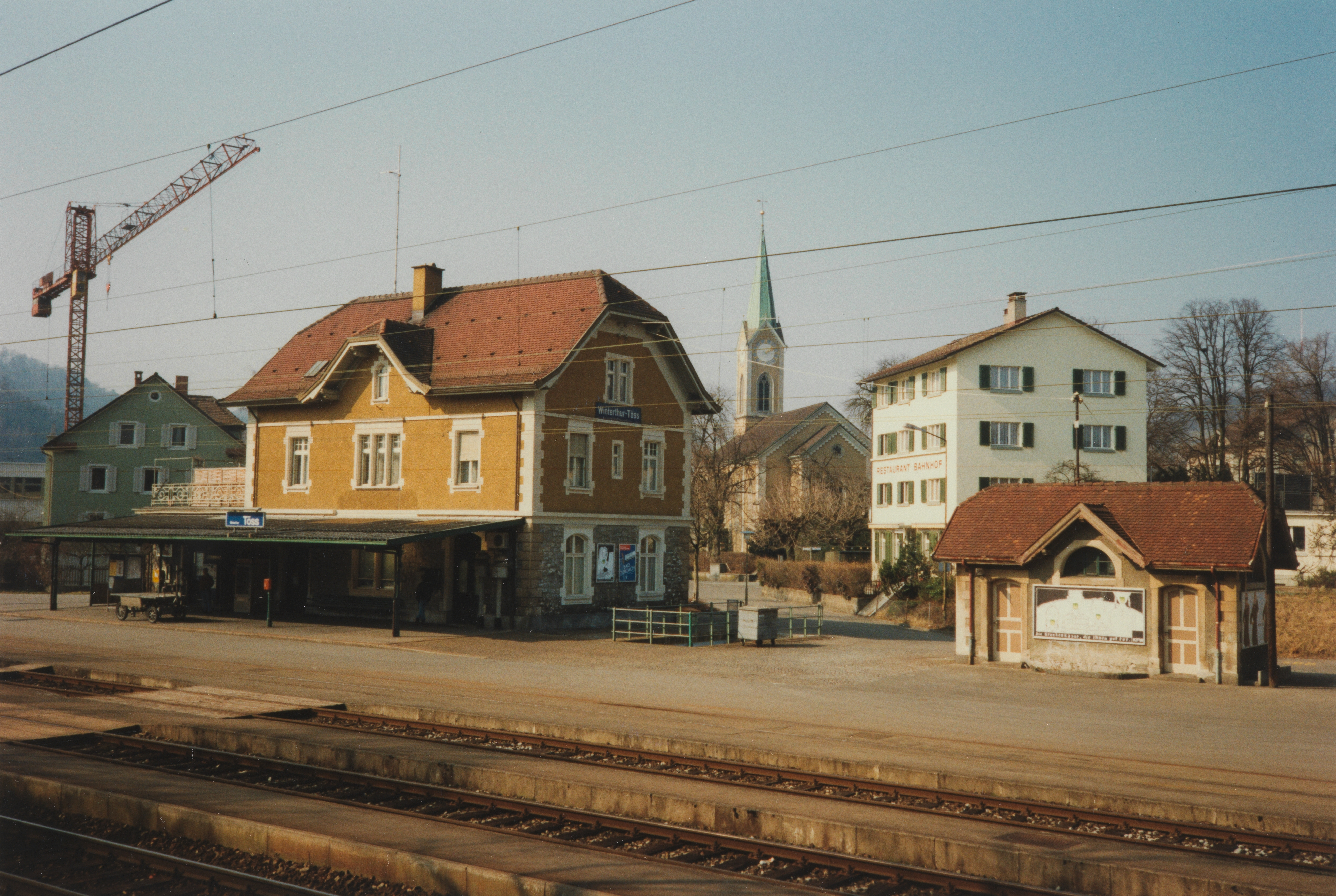
Stationsgebäude und WC (1996)
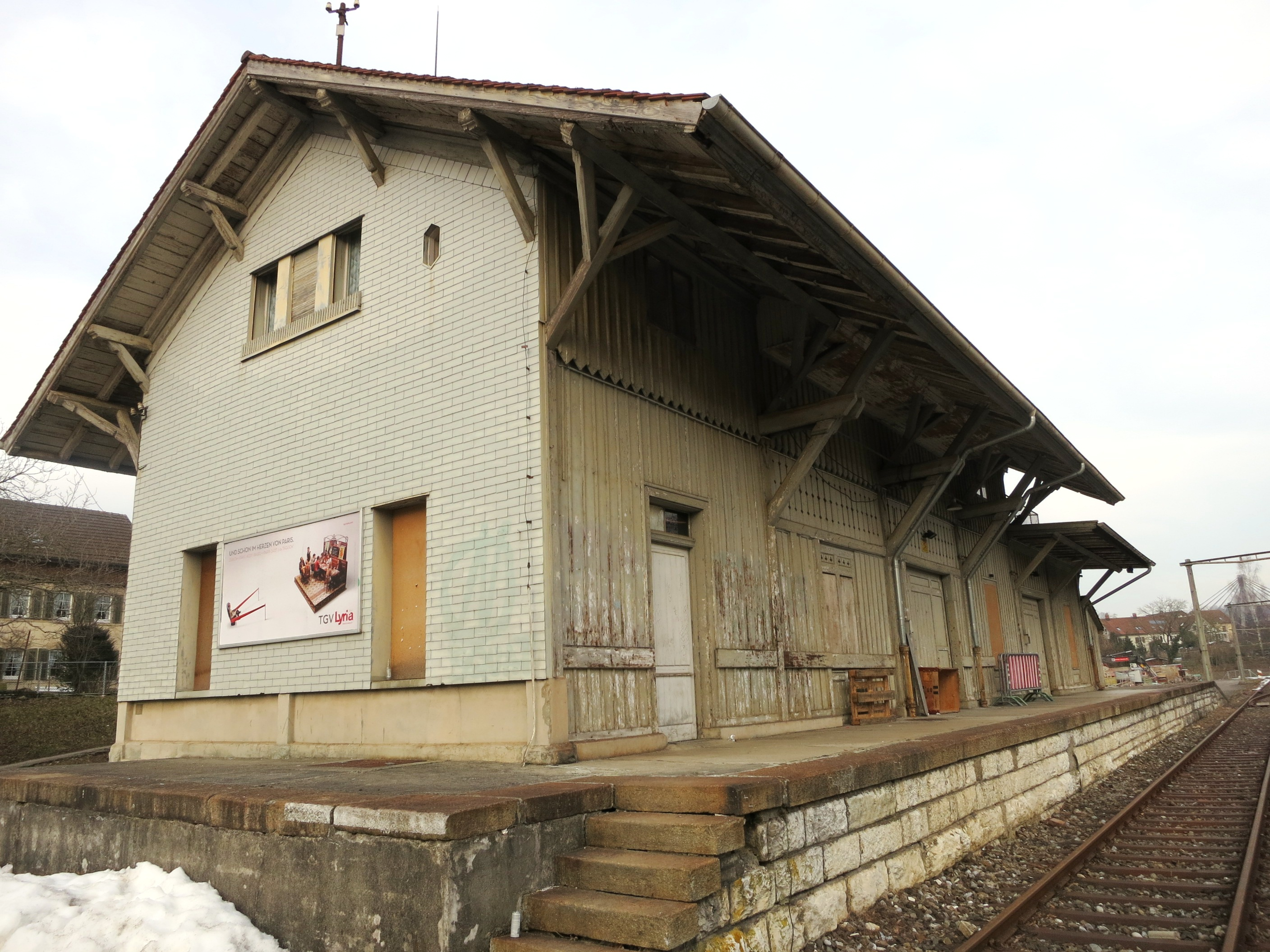
Güterschuppen, Kulturgut regionaler Bedeutung (2013)
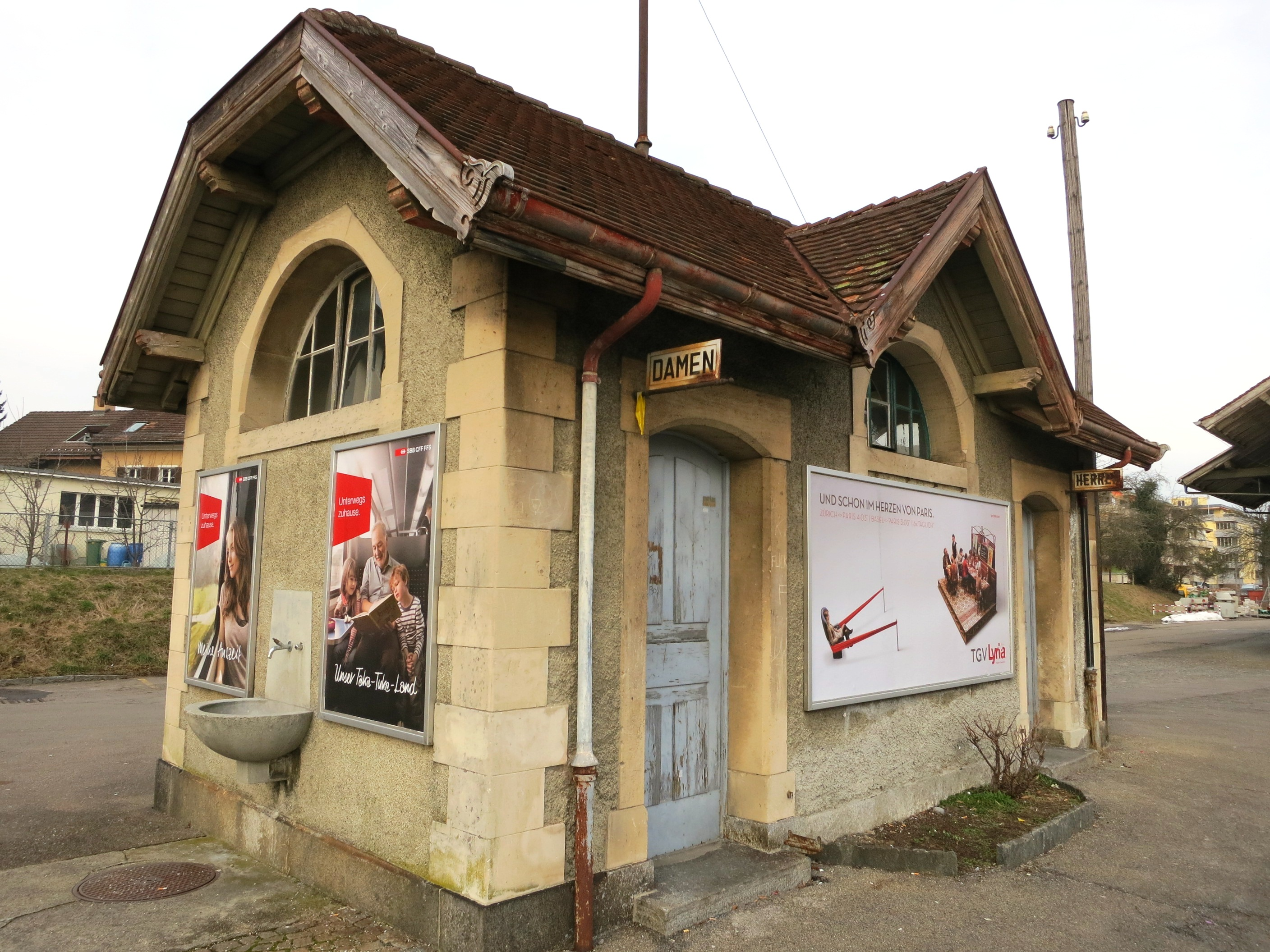
WC-Gebäude, Kulturgut regionaler Bedeutung (2013)